# Mellersta Karelens ekonomiska region
Mellersta Karelens ekonomiska region (finska: Keski-Karjalan seutukunta) är en av ekonomiska regionerna i landskapet Norra Karelen i Finland. Folkmängden i regionen uppgick den 1 januari 2013 till 18 728 invånare, regionens totala areal utgjordes av 2 736 kvadratkilometer och därav utgjordes landytan av 2 518,99  kvadratkilometer .  I Finlands NUTS-indelning representerar regionen nivån LAU 1 (f.d. NUTS 4), och dess nationella kod är 124 .  

## Förteckning över kommuner
Mellersta Karelens ekonomiska region omfattar följande tre kommuner: 
- Kides stad
- Bräkylä kommun
- Tohmajärvi kommun

Samtliga kommuners språkliga status är enspråkigt finska. 